# Palmensegler
Der Palmensegler (Cypsiurus parvus) ist eine Vogelart aus der Familie der Segler (Apodidae). Es handelt sich um einen recht kleinen Segler, der in Afrika südlich der Sahara weit verbreitet ist, außerdem kommt er auf Madagaskar und im Südwesten der Arabischen Halbinsel vor. Die Art ist sehr häufig in der Nähe von Palmen anzutreffen, wo auch die Nistplätze liegen. Das vorwiegend an nahezu senkrechten Blattabschnitten der Palmwedel gebaute Nest ist für Nesträuber im Vergleich zu den Nestern anderer Segler recht gut zugänglich. Die Eier werden mit Speichel mit dem Nest verklebt, um sie bei Windstößen vor dem Herausfallen zu bewahren.
Im Süden Afrikas sind seit den 1930er Jahren Arealausweitungen zu beobachten, die Bestände scheinen leicht zuzunehmen. Die Art gilt als ungefährdet. Von einigen Autoren wird der zweite Vertreter der Gattung Cypsiurus, der Bengalensegler (C. balasiensis), als konspezifisch betrachtet.

## Merkmale
Die Körperlänge beträgt 16 Zentimeter, wobei mit bis zu 9 Zentimetern mehr als die Hälfte auf den langen Schwanz entfällt. Das Gewicht liegt zwischen 10 und 18 Gramm, im Mittel bei 13 Gramm. Die Gestalt erinnert stark an die Apus-Arten, der Palmensegler ist aber schlanker, die langen Flügel sind schmäler und der gegabelte Schwanz länger. Die Schwanzgabelung ist mit im Mittel 60 Millimetern sehr tief. Meist wird der Schwanz jedoch geschlossen gehalten und erscheint als schlanker, spitzer Dorn.
Das Gefieder ist vorwiegend graubraun und im Gegensatz zu den Vertretern der Gattung Apus fehlen augenfällige Besonderheiten. Die Oberseite ist dunkler, besonders an den eher oliv- statt graubraunen Flügeln. Auf der helleren Unterseite ist die Kehle der hellste Bereich, der Kontrast ist aber weit schwächer als bei den Apus-Arten.
Der Flug wirkt hektisch und unstetig, oft in engen Kreisen um die favorisierten Palmen, mit unregelmäßigen lauten Rufen.
Männchen sind im Mittel blasser gefärbt als Weibchen und zeigen mehr Weiß an der Kehle, dieses Merkmal dürfte aber im Feld kaum für eine Geschlechtsunterscheidung ausreichen. Bei Jungvögeln sind die äußeren Steuerfedern mehr gerundet, und die Schwanzgabelung ist weniger tief.
Der Palmensegler ist äußerst ruffreudig. Häufig ist ein schwätzender Ruf zu vernehmen, der dem des Hausseglers nicht unähnlich ist, ein lautes si-si-si-su-su, das wiederholt vorgetragen wird, wobei die Dauer der einzelnen Rufkaskaden variiert. Dieses Schwätzen ist oft bei der Nahrungssuche zu vernehmen, am energischsten aber in der Nähe des Nests.

## Verbreitung und Wanderungen

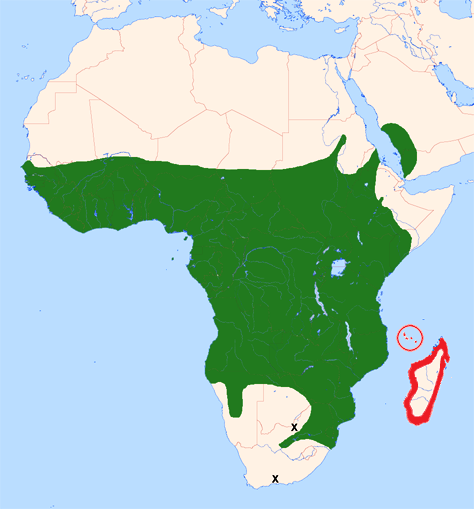
Verbreitungsgebiet des Palmenseglers, weitere vereinzelte Sichtungen sind durch Kreuze markiert

Das ausgedehnte afrikanische Verbreitungsgebiet beginnt südlich der Sahara, die Nordgrenze des Areals reicht vom Senegal im Westen bis in den Nordwesten Äthiopiens, wobei die Art im restlichen Teil Äthiopiens und dem Horn von Afrika fehlt. Die Südgrenze des Gebiets reicht vom äußersten Südwesten Angolas, über den Nordosten Namibias, den Norden Botswanas, über den Süden Simbabwes nach Mosambik. Vermutlich seit den 1930er Jahren hat der Palmensegler sein afrikanisches Verbreitungsgebiet weiter nach Süden ausgedehnt, und zwar in Zentralnamibia und östlich in Botswana und Südafrika, wo die Art nun südlich fast bis zum Oranje vorkommt.
Weiter kommt die Art im Tiefland Madagaskars und auf den Komoren vor. Ein isoliertes Vorkommen besteht zudem im Südwesten der Arabischen Halbinsel in der saudi-arabischen Provinz Asir und im Westen des Jemens.
Fast im gesamten Verbreitungsgebiet gilt der Palmensegler als Standvogel, im südlichsten Teil des südafrikanischen Verbreitungsgebiets ist die Art nur im Sommer anzutreffen. Verschiedene Sichtungen außerhalb des bekannten Verbreitungsgebiets werden als potenzielle Arealausweitungen gedeutet.

## Lebensraum
Die Art zeigt eine enge Bindung an Palmen und insbesondere an Fächerpalmen, in denen die Nester gebaut werden. Sie kommt deshalb in allen Gebieten vor, in denen es Palmen gibt, was sowohl einige sehr trockene Gebiete als auch den tropischen Regenwald einschließt. Der Palmensegler kommt auch in Dörfern und großen Städten vor, wobei er eine Vorliebe für Parks zeigt. In Südafrika werden vielfach auch die aus dem Südwesten der USA eingeführten Washingtonia-Palmen angenommen und dürften bei den kürzlichen Arealausweitungen eine bedeutende Rolle gespielt haben. Fiederblättrige Palmen, wie beispielsweise Dattelpalmen, werden offenbar nur selten genutzt.
Vorwiegend kommt der Palmensegler im Tiefland vor, hauptsächlich bis in eine Höhe von 1400 Metern. Auf Madagaskar liegt die Höhenobergrenze bei 1100 Metern, in Kenia wurden Bruten bis in eine Höhe von 1800 Metern festgestellt.

## Verhalten und Nahrungserwerb
Palmensegler sind oft in kleineren Gruppen anzutreffen, in Kariba in Simbabwe wurde eine Gruppengröße von vier bis acht Individuen ermittelt. Bei der Nahrungssuche wurden gemischte Schwärme mit Maidschwalben (Cecropis abyssinica) und Rotkappenschwalben (Hirundo smithii) sowie Fledermausseglern (Neafrapus boehmi) beobachtet. Palmensegler ernähren sich von Kleintieren, die in der Luft gefangen werden. Dabei befinden sie sich meist im Höhenbereich unter 20 Metern über dem Boden, was den untersten Bereich im Vergleich zu den sich ähnlich ernährenden Vögeln darstellt. Sind die oberen Luftschichten nicht durch andere Arten besetzt, geht der Palmensegler auch in größeren Höhen auf Nahrungssuche. Am längsten in der Dämmerung aktiv ist der Palmensegler in Südafrika, dort überschneidet sich der Nahrungserwerb zeitlich mit dem der Fledermäuse.
In 32 untersuchten Palmenseglermägen wurden hauptsächlich Zweiflügler, geflügelte Ameisen- und Termitenstadien sowie Käfer festgestellt.

## Fortpflanzung

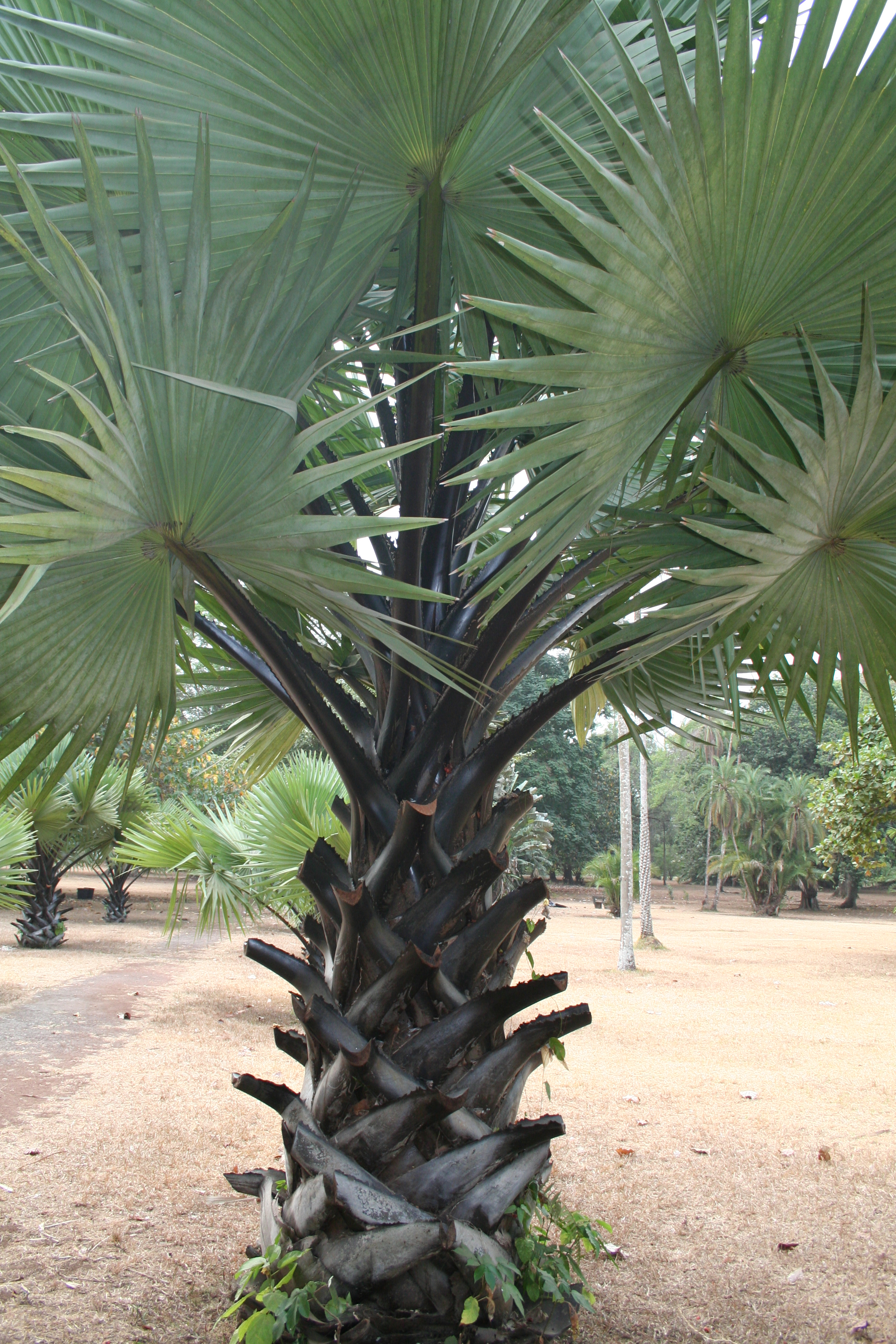
Äthiopische Palmyrapalme (Borassus aethiopum), vielfach vom Palmensegler als Neststandort genutzt

Im Großteil des Verbreitungsgebiets brütet der Palmensegler das ganze Jahr über, der Schwerpunkt liegt in den wärmeren Jahreszeiten. Die Art brütet in Kolonien, aber auch isoliert. Die Nistplätze befinden sich vorwiegend in Palmen, aber auch vom Menschen geschaffene Nistplätze wie Trägerkonstruktionen an Brücken werden verwendet. Als Nistmaterial wird hauptsächlich pflanzliches Material verwendet, insbesondere Baumwollfasern bei Verfügbarkeit, aber auch weiche Federn. Die Bestandteile werden mit Speichel verklebt. Das Nest besteht zunächst aus einer 45 bis 120 Millimeter hohen Rückwand, die meist an einem nahezu senkrechten Blattabschnitt eines welken oder frischen Palmenwedels befestigt wird, an Stellen, wo ein guter Regenschutz gegeben ist. Bei Washingtonia-Palmen erfolgt die Befestigung am Stamm zwischen zwei Blattansätzen. Im Abstand von etwa 4 bis 15 Millimetern von dieser Rückwand steht eine flache Schale mit einem Durchmesser von 45 bis 120 Millimetern hervor. Obwohl die unmittelbare Umgebung des Nests wenig Freiraum bietet, benötigen Palmensegler um die Palme herum einen freien Korridor von etwa 40 Metern, der ihnen den Anflug in Bodennähe ermöglicht, erst unter der Palme stoßen sie steil aufwärts in das Palmengeäst. In Teilen des südafrikanischen Verbreitungsgebiets, in denen Washingtonia robusta genutzt wird, können die Palmensegler von den größeren Kapseglern (Apus barbatus) und Damaraseglern (Apus bradfieldi) verdrängt werden, die ebenfalls diese Bäume nutzen.
Die Kopulation findet im Nest statt. Im Jahr 1996 wurden allerdings in Ficksburg in Südafrika zwei Palmensegler beobachtet, die eine halbe Stunde lang fast minütlich mit Körperkontakt aus einer Palme wie fliegende Samen in einer Spirale zu Boden taumelten. Kurz vor Erreichen des Bodens trennten sich die Vögel und flogen zurück in die Palme. Es ist nicht klar, ob es sich hierbei tatsächlich um eine Kopulation in der Luft oder um Revierstreitigkeiten handelte. Jedenfalls ist der Ablauf der bei anderen Seglerarten, vor allem dem Mauersegler, beschriebenen Luftbegattungen deutlich anders.

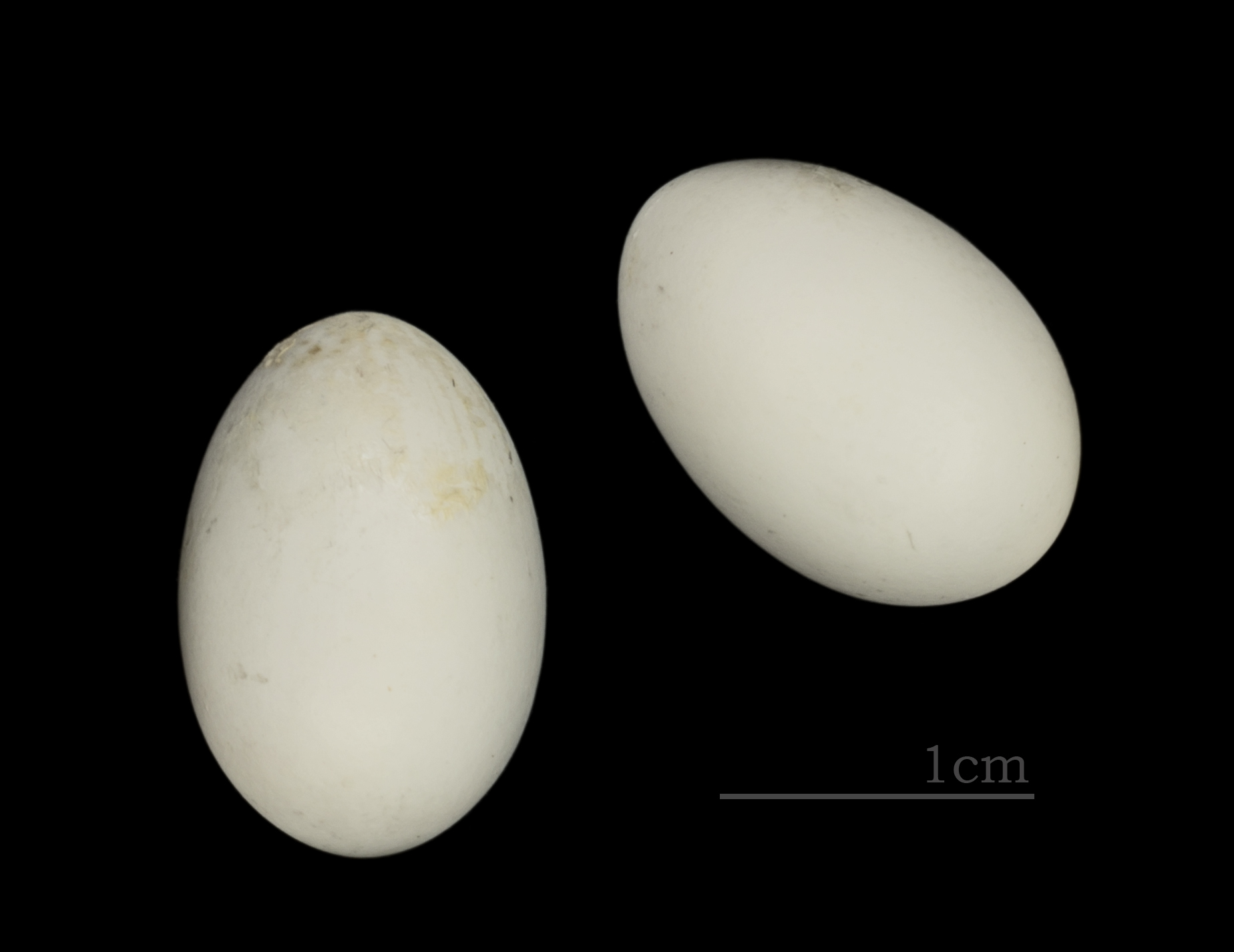
Cypsiurus parvus

Das Gelege besteht im Regelfall aus zwei Eiern, kann aber auch aus einem oder drei bestehen. Die durchschnittliche Eigröße liegt bei 19,2 × 12,6 Millimeter. Das erste Ei wird etwa 10 Tage nach Beginn des Nestbaus gelegt. Die Eier werden mit Speichel am Nest verklebt, da die flache Schale des Nests bei durch Wind verursachten Bewegungen des Palmwedels keinen ausreichenden Halt bieten würde. Die Bebrütungszeit liegt etwa bei 20 Tagen. Die Brut erfolgt recht unregelmäßig, der Wechsel von intensiver Bebrütung und Brutpausen scheint nicht vom Wetter abzuhängen. Die frisch geschlüpften Nestlinge werden von den Altvögeln fest ans Nest gedrückt, wohl um sie vor dem Herausfallen zu bewahren. Die Nestlingszeit liegt ungefähr zwischen 31 und 33 Tagen.
Beide Geschlechter beteiligen sich gleichermaßen am Brutgeschäft.
Da die Nester im Vergleich zu den anderen Seglern für Nesträuber recht zugänglich sind, ist der Bruterfolg des Palmenseglers vergleichsweise niedrig. Bei unterschiedlichen Untersuchungen wurden zwischen durchschnittlich 0,3 und durchschnittlich 1,9 ausfliegende Junge je Brutversuch gezählt.

## Feinde

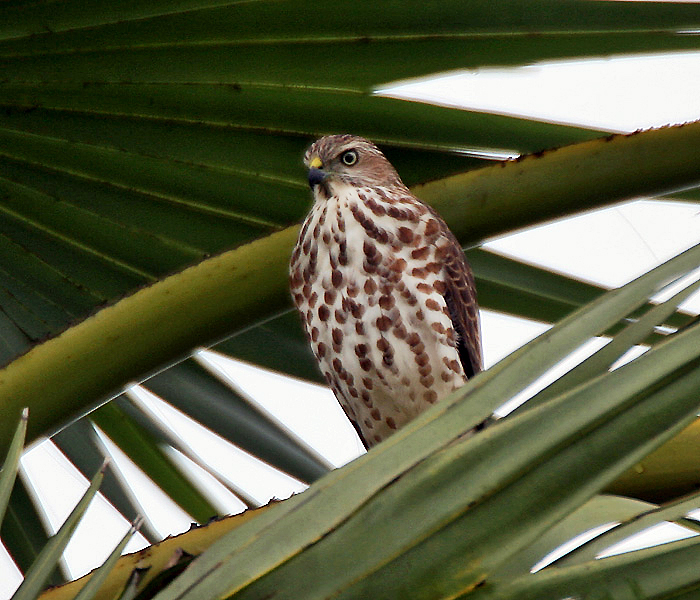
Schikrasperber (Accipiter badius) in einer Fächerpalme

Der Palmensegler hat für einen Segler aufgrund seiner exponierten Nistplätze außergewöhnlich viele Fressfeinde unter den Vögeln, beispielsweise auch den Schikrasperber (Accipiter badius). Sogar dem Rotschwingenstar (Onychognathus morio) gelingt es, adulte Palmensegler am Nistplatz zu schlagen. Eier und Nestlinge werden beispielsweise von Würgern oder von verschiedenen Krähen erbeutet, Nestlinge außerdem vom Fleckenuhu (Bubo africanus).

## Bestand und Gefährdung
Der Palmensegler kommt im gesamten Verbreitungsgebiet regelmäßig vor, vielerorts auch häufig. Die Arealausweitung im Süden Afrikas hält ungefähr seit den 1930er Jahren an, jedoch könnte das Vordringen der Elefanten nach Westen in die Kavango-Region in Namibia in Verbindung mit den dort häufigen Buschfeuern die Palmenbestände dezimieren und damit die Bestände des Palmenseglers lokal gefährden. Die Ansiedlung ortsfremder Palmenarten dagegen scheint dem Palmensegler neue Gebiete zu erschließen, insbesondere in den Vorstädten.
BirdLife International schätzt die Größe des Verbreitungsgebiets auf ungefähr 16,3 Millionen Quadratkilometer, man geht von zunehmenden Beständen aus. Deshalb wird die Art als „nicht gefährdet“ (least concern) eingestuft.

## Systematik
Die beiden Arten der Gattung Cypsiurus, also der Palmen- und Bengalensegler (C. balasiensis), bilden eine Superspezies und werden von einigen Autoren auch als konspezifisch angesehen. Beide Arten werden in gleicher Weise von den zu den Mallophagen zählenden Ektoparasiten der Gattung Dennyus befallen, insbesondere tritt Dennyus cypsiurus bei beiden auf. Die Unterschiede, die 
R. K. Brooke 1972 jedoch im Gefieder der Jungvögel und in der Struktur des Schwanzes feststellte, rechtfertigen, Palmen- und Bengalensegler als eigenständige Arten zu betrachten. Weiterhin schlug Brooke vor, die madagassische Unterart C. p. gracilis des Palmenseglers als eigenständige Art zu behandeln, dieser Standpunkt wurde bislang mangels entsprechender Untersuchungen noch nicht bestätigt.
Insgesamt werden acht Unterarten unterschieden:
- C. p. parvus (Lichtenstein, 1823): Die Nominatform kommt im nördlichen Teil des afrikanischen Verbreitungsgebiets vor, vom Senegal im Westen bis Äthiopien im Osten, im Südsudan südlich bis Juba. Zudem entsprechen die Vögel im Südwesten der Arabischen Halbinsel der Nominatform.
- C. p. laemostiga (Reichenow, 1905): Die Vögel des Tieflands der Küste Mosambiks und des südlichen Somalias gehören dieser Unterart an. Sie sind kleiner, dunkler gefärbt und das fleckige Streifenmuster an der Kehle ist deutlicher als bei der Nominatform.
- C. p. myochrus (Reichenow, 1886): Diese Unterart besiedelt vorwiegend die höheren Lagen in einem vom Süden des Sudans über Ostafrika bis Südafrika reichenden Streifen. Sie ähnelt C. p. laemostiga, unterscheidet sich von dieser Unterart aber durch einen deutlich ins Grüne gehenden Gefiederglanz.
- C. p. brachypterus (Reichenow, 1903): Von Sierra Leone östlich bis in den Nordosten der Demokratischen Republik Kongo sowie südlich bis Angola findet sich diese Unterart, zudem gehören die auf den Inseln im Golf von Guinea vorkommenden Palmensegler vermutlich dieser Unterart an. Die Vögel sind dunkler als die Nominatform und auch als C. p. laemostiga. Die Musterung an der Kehle entspricht der Nominatform.
- C. p. hyphanes Brooke, 1972: Diese Unterart besiedelt den Norden Namibias und Botswanas, sie ist blasser gefärbt als die Nominatform und weist die unscheinbarste Fleckung an der Kehle auf.
- C. p. celer Clancey, 1983: Von Mosambik bis Natal kommt diese Unterart vor, die C. p. myochrus in der Färbung ähnelt, der Farbton ist nur etwas wärmer. Das fleckige Streifenmuster der Kehle ist auf den oberen Kehlbereich beschränkt. Die Vögel sind recht groß.
- C. p. griveaudi Benson, 1960: Die auf den Komoren vorkommende Unterart ist äußerst dunkel in der Färbung, das fleckige Muster der Kehle ist sehr deutlich und reicht bis in den oberen Bereich der Brust.
- C. p. gracilis (Sharpe, 1871): Diese sehr kleine Unterart kommt auf Madagaskar vor. Die Färbung ist dunkler als bei den Unterarten des kontinentalen Afrikas, das fleckige Streifenmuster der Kehle ist ähnlich deutlich wie bei C. p. griveaudi, reicht aber nicht bis zur Brust. Die Jungvögel dieser Unterart haben einen deutlicher gegabelten Schwanz im Vergleich zu den Jungvögeln der anderen Unterarten.